# Корну-де-Жос (Дрегенешть, Прахова)
Корну-де-Жос (рум. Cornu de Jos) — село у повіті Прахова в Румунії. Входить до складу комуни Дрегенешть.
Село розташоване на відстані 47 км на північ від Бухареста, 21 км на південний схід від Плоєшті, 103 км на південний схід від Брашова.

## Населення
За даними перепису населення 2002 року у селі проживали 696 осіб. Усі жителі села рідною мовою назвали румунську.
Національний склад населення села:
| Національність | Кількість осіб | Відсоток |
| -------------- | -------------- | -------- |
| румуни         | 666            | 95,7%    |
| цигани         | 30             | 4,3%     |